# Mésityle

Mésityle

Le terme mésityle désigne un groupe fonctionnel aromatique de formule brute (CH3)3C6H2-R. Ce groupe fait partie de la famille des aryles et est un dérivé du mésitylène par perte d'un atome d'hydrogène.

## Nomenclature
Le terme mésityle est encore accepté dans la nomenclature IUPAC. Toutefois si le cycle aromatique est substitué par d'autres groupes fonctionnels, ce terme ne peut plus être utilisé et les règles habituelles de la nomenclature sont à utiliser.